# Governació d'Hadramaut
La governació o muhàfadha d'Hadramaut o Hadhramaut o Hadramawt (àrab: محافظة حضرموت, muḥāfaẓat Ḥaḍramawt) és una governació o muhàfadha del Iemen, formada essencialment per la regió històrica de l'Hadramaut. És la governació més gran del país. La capital és la ciutat d'al-Mukalla. Ciutats importants per la seva història són Shir, Shibam, Seiyun i Tarim. El 2004 li fou agregada l'illa de Socotra (i dependències), que abans formava part de la governació d'Aden. Al cens del 2004 la seva població era d'1.028.556 habitants i la superfície de 167.280 km² (abans de la incorporació de Socotra) que va pujar uns 700 km² posteriorment.